# حساسية المعلومات

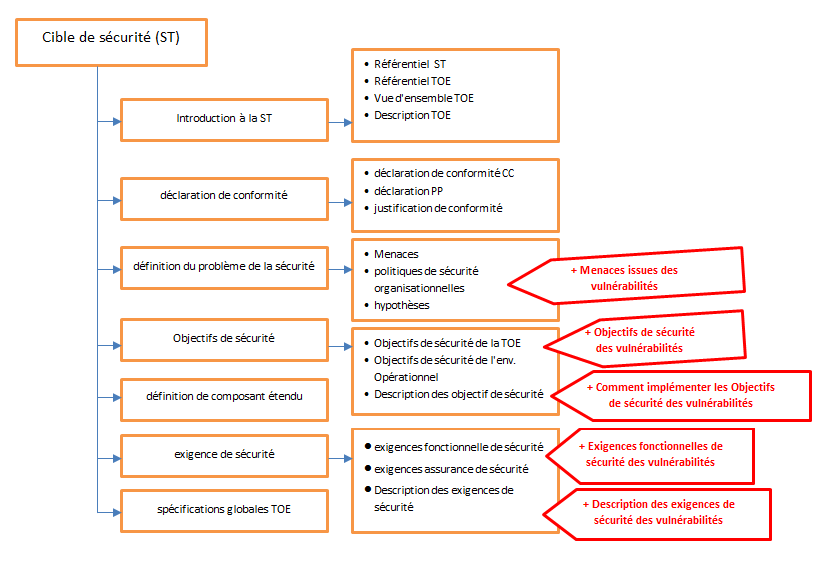
يوضح المعلومات وتقسيمها

حساسية المعلومات هي التحكم في الوصول إلى المعلومات أو المعرفة التي قد تؤدي إلى فقدان ميزة أو مستوى الأمان إذا تم الكشف عنها للآخرين.
إن فقدان المعلومات الحساسة أو إساءة استخدامها أو تعديلها أو الوصول إليها بشكل غير مصرح به يمكن أن يؤثر سلبًا على خصوصية الفرد أو رفاهيته أو الأسرار التجارية للشركة أو حتى الأمن والعلاقات الدولية للدولة اعتمادًا على مستوى حساسية المعلومات وطبيعتها.

## معلومات غير حساسة

### معلومات عامة
الحديث هنا هو حول المعلومات التي هي بالفعل مسألة سجل عام أو معرفة عامة. وفيما يتعلق بالمنظمات الحكومية والخاصة، قد يتم طلب الوصول إلى هذه المعلومات أو الكشف عنها من قبل أي فرد من الجمهور، وغالبًا ما تكون هناك اجراءات رسمية موضوعة لكيفية القيام بذلك. تعد إمكانية الوصول إلى السجلات العامة التي تحتفظ بها الحكومة جزءًا مهمًا من شفافية الحكومة ومساءلتها أمام مواطنيها وقيم الديمقراطية. علاوة على ذلك، قد تشير السجلات العامة إلى معلومات حول الأفراد الذين يمكن التعرف عليهم والتي لا تعتبر سرية، بما في ذلك على سبيل المثال لا الحصر: سجلات التعداد السكاني، والسجلات الجنائية، وملفات تسجيل مرتكبي الجرائم الجنسية، وتسجيل الناخبين.

### معلومات الأعمال الروتينية
يتضمن ذلك المعلومات التجارية التي لا تخضع لحماية خاصة ويمكن مشاركتها بشكل روتيني مع أي شخص داخل الشركة أو خارجها.

## أنواع المعلومات الحساسة
تُستخدم المعلومات السرية بالمعنى العام للإشارة إلى المعلومات الحساسة التي يخضع الوصول إليها لقيود، وقد تشير إلى معلومات حول فرد بالإضافة إلى المعلومات المتعلقة بالأعمال التجارية.
ومع ذلك، هناك حالات يمكن أن يكون لنشر المعلومات الشخصية فيها تأثير سلبي على مالكها. على سبيل المثال، يميل الشخص الذي يحاول تجنب الملاحقة إلى تقييد الوصول إلى المعلومات الشخصية بشكل أكبر. علاوة على ذلك، قد يتم اعتبار رقم الضمان الاجتماعي (SSN ) أو رقم التأمين الاجتماعي (SIN) الخاص بشخص ما وأرقام بطاقات الائتمان والمعلومات المالية الأخرى خاصة إذا كان الكشف عنها قد يؤدي إلى جرائم مثل سرقة الهوية أو الاحتيال.
قد تكون بعض أنواع المعلومات الخاصة، بما في ذلك سجلات الرعاية الصحية والتعليم والتوظيف للشخص، محمية بموجب قوانين الخصوصية. إن الكشف غير المصرح به عن معلومات خاصة يمكن أن يجعل مرتكب الجريمة مسؤولاً عن سبل الانتصاف المدنية وقد يتعرض في بعض الحالات لعقوبات جنائية.
على الرغم من أنها غالبًا ما تستخدم بالتبادل، إلا أنه يتم أحيانًا تمييز المعلومات الشخصية عن المعلومات الخاصة أو معلومات التعريف الشخصية. ويختلف الأخير عن الأول من حيث أنه يمكن استخدام المعلومات الخاصة لتحديد هوية شخص فريد. ومن ناحية أخرى، فإن المعلومات الشخصية هي معلومات تنتمي إلى الحياة الخاصة للفرد ولا يمكن استخدامها لتحديد هوية هذا الفرد بشكل فريد. يمكن أن يتراوح ذلك من اللون المفضل للفرد إلى تفاصيل حياتهم المنزلية. وهذا الأخير هو مثال شائع للمعلومات الشخصية التي تعتبر أيضًا حساسة، حيث يفضل الفرد الذي يشارك هذه التفاصيل مع مستمع موثوق به عدم مشاركتها مع أي شخص آخر، وقد تؤدي مشاركتها إلى عواقب غير مرغوب فيها.

### معلومات تجارية سرية
تشير معلومات الأعمال السرية (Confidential Business Information) إلى المعلومات التي قد يؤدي الكشف عنها إلى الإضرار بالعمل. وهذه المعلومات قد تتضمن الأسرار التجارية وخطط المبيعات والتسويق وخطط المنتجات الجديدة والملاحظات المرتبطة بالاختراعات القابلة للحماية ببراءة اختراع ومعلومات العملاء والموردين والبيانات المالية والمزيد.
بموجب قانون مكافحة المواد السامة TSCA، يتم تعريف معلومات الأعمال السرية CBI على أنها معلومات خاصة بالملكية، وتعتبر سرية بالنسبة لمقدم الطلب، والتي قد يتسبب الكشف عنها في ضرر تجاري كبير للمالك. يجوز لوكالة حماية البيئة الأمريكية اعتبارًا من عام 2016، مراجعة وتحديد ما إذا كانت مطالبة الشركة صحيحة.

### المصنفات
تشير المعلومات المصنفة بشكل عام إلى المعلومات التي تخضع للوائح تصنيف أمني خاصة تفرضها العديد من الحكومات الوطنية، والتي قد يؤدي الكشف عنها إلى الإضرار بالمصالح والأمن الوطني. يخضع بروتوكول التقييد المفروض على هذه المعلومات إلى تسلسل هرمي لمستويات التصنيف في كل حكومة وطنية تقريبًا في جميع أنحاء العالم، حيث تحتوي المستويات الأكثر تقييدًا على معلومات قد تسبب أكبر خطر على الأمن القومي إذا تسربت. يتم منح الوصول المصرح به للأفراد على أساس الحاجة إلى المعرفة والذين اجتازوا أيضًا المستوى المناسب من الموافقة الأمنية. يمكن إعادة تصنيف المعلومات السرية إلى مستوى مختلف أو رفع السرية عنها (إتاحتها للجمهور) اعتمادًا على تغيرات الوضع أو المعلومات الاستخبارية الجديدة.
يمكن أيضًا الإشارة إلى المعلومات السرية المصنفة حسب طريقة الاتصال أو إمكانية الوصول. على سبيل المثال، تصنف مادة احتياطياً على أنها "سرية، بالعين فقط" ويمكن نقلها بشكل مفتوح بصيغتها كما هي، أو تصنف مادة احتياطياً على أنها "سرية، نقل مشفر" وأن عملية تداولها يجب أن تكون بصيغة رمزية أو مشفرة، وهذا يؤدي إلى تداول المعلومات مع الإشارة إلى أن المستند الذي يحتوي هذه المعلومات يجب أن يقرأه المستلم فعليًا ولا يمكن مناقشته بشكل علني على سبيل المثال عبر محادثة هاتفية، أو أنه لا يمكن إرسال المعلومات إلا باستخدام وسائل مشفرة. وغالبًا ما يحدث الخطأ، فيتم إدراج معلومات عن طريق الخطأ على أنها تعني عين المستلم المقصود فقط، أو يصبح الخلل واضحًا عند استخدام العلامة الإضافية "ليس ضمن منطقة مفتوحة" أيضًا.

## الحماية القانونية من الإفصاح غير المصرح به

### المعلومات الشخصية والخاصة
توجد مخاوف تتعلق بخصوصية البيانات في جوانب مختلفة من الحياة اليومية حيثما يتم تخزين البيانات الشخصية وجمعها، مثل الإنترنت، وفي السجلات الطبية، والسجلات المالية، والتعبير عن الآراء السياسية. ففي أكثر من 80 دولة حول العالم، تجري حماية معلومات التعريف الشخصية بموجب قوانين خصوصية المعلومات، والتي تحدد للجهات العامة والخاصة مجال جمع واستخدام معلومات التعريف الشخصية. تتطلب مثل هذه القوانين عادةً من هذه الجهات تقديم إشعار واضح لا لبس فيه للفرد بشأن أنواع البيانات التي يتم جمعها، وسبب جمعها، والاستخدامات المخططة للبيانات والمعلومات. وفي الأطر القانونية القائمة على الموافقة، تكون الموافقة الصريحة للفرد مطلوبة أيضًا.
أصدر الاتحاد الأوروبي اللائحة العامة لحماية البيانات (GDPR)، لتحل محل توجيه حماية البيانات السابق. فتم اعتماد اللائحة في 27 أبريل 2016. وأصبحت اللائحة قيد التنفيذ اعتبارًا من 25 مايو 2018 بعد فترة انتقالية مدتها سنتان، وعلى عكس التوجيه، فإنه لا يتطلب من الحكومات الوطنية تمرير أي تشريع تمكيني، وبالتالي فهو ملزم وقابل للتطبيق بشكل مباشر.
"يعمل نظام حماية البيانات الجديد المقترح في الاتحاد الأوروبي على توسيع نطاق قانون حماية البيانات في الاتحاد الأوروبي ليشمل جميع الشركات الأجنبية التي تعالج بيانات المقيمين في الاتحاد الأوروبي. وهو ينص على تنسيق لوائح حماية البيانات في جميع أنحاء الاتحاد الأوروبي، مما يسهل الأمر على الشركات غير الأوروبية للامتثال لهذه اللوائح، ومع ذلك، فإن هذا يأتي على حساب نظام صارم للامتثال لحماية البيانات مع عقوبات صارمة تصل إلى 4٪ من حجم المبيعات في جميع أنحاء العالم. يوفر القانون العام لحماية البيانات أيضًا مجموعة جديدة من "الحقوق الرقمية" لمواطني الاتحاد الأوروبي في عصر تتزايد فيه القيمة الاقتصادية للبيانات الشخصية في الاقتصاد الرقمي.
في كندا، ينظم قانون حماية المعلومات الشخصية والوثائق الإلكترونية (PIPEDA) جمع واستخدام البيانات الشخصية والوثائق الإلكترونية من قبل المنظمات العامة والخاصة. يسري قانون PIPEDA في جميع الولايات القضائية الفيدرالية والإقليمية، باستثناء المقاطعات التي يتم فيها تحديد قوانين الخصوصية الحالية على أنها "متشابهة إلى حد كبير".
نفذت الولايات المتحدة قدرًا كبيرًا من تشريعات الخصوصية المتعلقة بجوانب محددة مختلفة لخصوصية البيانات، مع التركيز على الخصوصية في الرعاية الصحية، والمالية، والتجارة الإلكترونية، والصناعات التعليمية، وذلك على المستوى الفيدرالي وعلى مستوى العالم. على الرغم من أن هذه التشريعات لم تتم من خلال إطار المعلومات الحساسة الموحد. وسواء كانت القوانين منظمة أو ذاتية التنظيم، فإنها تتطلب إنشاء طرق يقتصر من خلالها الوصول إلى المعلومات الحساسة على الأشخاص ذوي الأدوار المختلفة، وبالتالي تتطلب في جوهرها إنشاء نموذج "مجال البيانات الحساسة" وآليات حمايته. تحتوي بعض النطاقات على إرشادات في شكل نماذج محددة مسبقًا مثل "Safe Harbour" لـ HIPAA.
بالإضافة إلى ذلك، قامت العديد من البلدان الأخرى بسن تشريعاتها الخاصة فيما يتعلق بحماية خصوصية البيانات، وما زال المزيد منها في طور القيام بذلك.

### معلومات تجارية سرية
يتم تحديد سرية المعلومات التجارية الحساسة من خلال اتفاقيات عدم الإفشاء، وهو عقد ملزم قانونًا بين طرفين في علاقة مهنية. قد تكون اتفاقيات عدم الإفشاء في اتجاه واحد، كما هو الحال في حالة حصول الموظف على معلومات سرية حول المنظمة التي يعمل بها، أو في اتجاهين بين الشركات التي تحتاج إلى مشاركة المعلومات مع بعضها البعض لتحقيق هدف تجاري مشترك. اعتمادًا على خطورة العواقب، قد يؤدي انتهاك عدم الإفشاء إلى فقدان الوظيفة، أو فقدان الاتصالات التجارية والعملاء، أو توجيه تهم جنائية أو دعوى مدنية، ومبالغ ضخمة من الأضرار. عندما يتم توقيع اتفاقيات عدم الإفشاء بين صاحب العمل والموظف عند بدء التوظيف، قد يكون شرط عدم المنافسة جزءًا من الاتفاقية كحماية إضافية لمعلومات العمل الحساسة، حيث يوافق الموظف على عدم العمل لدى المنافسين أو بدء أعمالهم التجارية المنافسة خلال فترة زمنية معينة أو حد جغرافي معين.
على عكس المعلومات الشخصية والخاصة، لا يوجد إطار معترف به دوليًا لحماية الأسرار التجارية، أو حتى تعريف متفق عليه لمصطلح "الأسرار التجارية". ومع ذلك، فقد اتخذت العديد من البلدان والسلطات القضائية السياسية زمام المبادرة لمحاسبة انتهاك السرية التجارية في قوانينها الجنائية أو المدنية. على سبيل المثال، بموجب قانون التجسس الاقتصادي الأمريكي لعام 1996، يعد اختلاس الأسرار التجارية مع العلم بأن ذلك سيفيد قوة أجنبية، أو سيلحق الأذى بمالك السر التجاري، جريمة فيدرالية في الولايات المتحدة. والأكثر شيوعًا، أن انتهاك السرية التجارية يقع تحت القانون المدني، كما هو الحال في المملكة المتحدة. وفي بعض البلدان النامية، تكون قوانين الأسرار التجارية إما غير موجودة أو ضعيفة التطور ولا توفر إلا القليل من الحماية الجوهرية.

### معلومات مصنفة
في العديد من البلدان، يعد الكشف غير المصرح به عن معلومات مصنفة جريمة جنائية، وقد يعاقب عليها بالغرامات أو السجن أو حتى عقوبة الإعدام، اعتمادًا على خطورة الانتهاك. بالنسبة للانتهاكات الأقل خطورة، قد يتم فرض عقوبات مدنية، تتراوح من التوبيخ إلى إلغاء التصريح الأمني ثم إنهاء عقد العمل لاحقًا.
الإبلاغ عن الفساد هو الكشف المتعمد عن معلومات حساسة لطرف ثالث بهدف الكشف عن أعمال مزعومة غير قانونية أو غير أخلاقية أو ضارة بأي شكل آخر. هناك أمثلة كثيرة لموظفين حكوميين حاليين وسابقين يكشفون عن معلومات سرية تتعلق بسوء سلوك الحكومة الوطنية للجمهور ووسائل الإعلام، على الرغم من العواقب الجنائية التي تنتظرهم.
التجسس، أو التلصص، ينطوي على الحصول على معلومات حساسة دون إذن أو علم صاحبها. يعد استخدام الجواسيس جزءًا من جمع المعلومات الاستخبارية الوطنية في معظم البلدان، وقد تم استخدامه كاستراتيجية سياسية من قبل الدول القومية منذ العصور القديمة. من المعروف غير المعلن في السياسة الدولية أن الدول تتجسس على بعضها البعض طوال الوقت، حتى على حلفائها.

## معلومات رقمية حساسة
أمن الكمبيوتر هو أمن المعلومات المطبق على تكنولوجيا الحوسبة والشبكات، وهو مجال مهم ومتزايد باستمرار في علوم الكمبيوتر. مصطلح انعدام أمن الكمبيوتر، من ناحية أخرى، هو مفهوم مفاده أن أنظمة الكمبيوتر معرضة بطبيعتها للاختراق، وبالتالي ينشأ سباق تسلح متطور بين أولئك الذين يستغلون نقاط الضعف الموجودة في أنظمة الأمان وأولئك الذين يجب عليهم بعد ذلك تصميم آليات جديدة للأمن.
لقد نشأ عدد من المخاوف الأمنية في السنوات الأخيرة حيث زادت كميات المعلومات الحساسة المتوفرة على كل المستويات وبشكل رقمي. على المستوى الشخصي، أصبح الاحتيال على بطاقات الائتمان والاحتيال عبر الإنترنت والأشكال الأخرى لسرقة الهوية من المخاوف واسعة النطاق التي يجب على الأفراد أن يكونوا على دراية بها على أساس يومي. إن وجود قواعد بيانات ضخمة من المعلومات السرية على شبكات الكمبيوتر يعمل أيضاً على تغيير وجه السياسة المحلية والدولية. لقد أصبحت الحرب السيبرانية والتجسس السيبراني ذات أهمية متزايدة للأمن القومي واستراتيجية الدول في جميع أنحاء العالم، وتشير التقديرات إلى أن 120 دولة حول العالم تشارك حاليًا بنشاط في تطوير ونشر التكنولوجيا لهذه الأغراض.
تعكس الفلسفات وثقافات الإنترنت مثل الحوكمة مفتوحة المصدر، ونشاطات القرصنة، وشعار القرصنة الشهير " المعلومات تريد أن تكون حرة " بعض التحولات الثقافية في التصور نحو السرية السياسية والحكومية. موقع ويكيليكس الشهير والمثير للجدل هو مجرد واحد من المظاهر العديدة للمشاعر الثقافية المتنامية التي أصبحت تحديًا إضافيًا لأمن وسلامة المعلومات السرية.

## أنظر أيضا
- تجسس
- المعيار الفيدرالي 1037C ومسرد أمن نظم المعلومات الوطنية
- التحكم الإلزامي في الوصول
- بروتوكول الخصوصية
- قانون خصوصية المعلومات